# Stichting de Maasveren
Stichting de Maasveren is een Brabantse stichting die in 1983 is opgericht. De stichting heeft als doel om de vijf veerponten in de omgeving van Lith te exploiteren. De stichting is statutair gevestigd in Lith.
Het Rijk wilde de veren Alphen - Lith, Alem - Maren, Alphen - Oijen, Maasbommel - Megen en Appeltern - Megen opheffen, doordat er steeds meer bruggen werden gebouwd. De gemeenten Lith, Maasdriel, Megen, Haren en Macharen en West Maas en Waal hebben vervolgens de stichting opgericht ter exploitatie van de vijf veren.